# 階級区分図

2012年アメリカ合衆国大統領選挙

オーストラリア2011年国勢調査調べによる聖公会比率

階級区分図（かいきゅうくぶんず、英: choropleth map）は、主題図の一種であり、国民所得や人口密度など統計数値に合わせて色調を塗り分けた地図である。地域ごとに数値を比較し可視化する際に利用する。特殊な例として統計数値の比率を地域ごとの高さで表現するプリズムマップがある。

## 概要

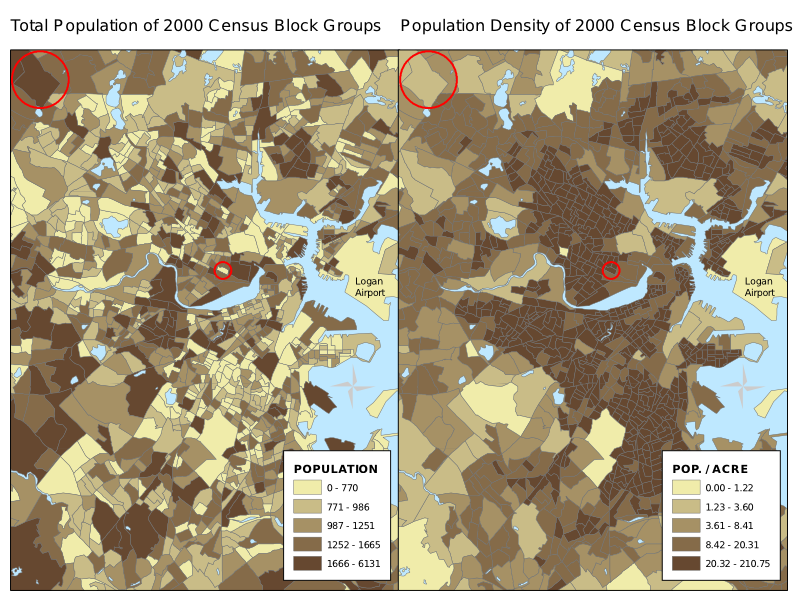
マサチューセッツ州ボストンにおいて、左（の誤った図）が人口を、右（の正しい図）が人口密度を示す。

階級区分図は国境や行政区など調査区域が明確であり、統計数値ごとに色調が異なっていることから等値線図と対照的である。地域ごとの違いが明確に可視化できることから、選挙の際に利用されることが多い。
空間的に広域なデータの例としては人口などが挙げられる。イギリスの人口は約6000万人だが、正確に領域 (国家)を二分しても一方に3000万人がいるとは断定できない。
空間的に集約なデータの例としては比率や密度などが挙げられる。これらは対象地域内の平均値を示している。
その他未加工データを可視化する際に見られる誤りとしては、地図の描画よりも各区画に色を割り振る際に多く見られる 。元来人の目は対象の色と大きさを関連付けており、面積に応じた色を割り振るという問題が在る。右図の丸部分を比較して欲しい。

## 色調

双極色相

混色相

スペクトル片色相

スペクトル色相

色値経過

定量的なデータを地図化する際は、個別の連続色を値を正確に表現するために使用すべきである。 地図製作者が使用する色相には異なる種類が存在する。 以下はロビンソンによる詳細な説明を挙げる。

単色相

単色相（Single hue progression）
同色を用いて値の変化に濃薄を合わせる単色相は、一般的に値の大きさを表す際に用いられる。 濃くなるほど上限値、薄くなるほど下限値に近づく。
双極色相（Bi-polar color progression）
双極色相は正負の値や、平均値からの乖離度合いを表す際に用いられる。 例えば気温は典型的に寒冷地を青、温暖地を赤、中間を白で示す。平均余命を示すこの地図のように、乖離値を含む場合は、緑など赤青色から離れた色相の色を使うのが一般的である。赤青以外の双極色相の選択肢として補色があり、どの補色（青黄など）を用いても中心値は灰色で示される。
混色相（Blended hue color progression）
混色相は両端の色相を混ぜあわせ、典型的に標高変化などで用いる。
スペクトル片色相（Partial spectral color progression）
スペクトル片色相は、虹色の隣接した二色を混ぜあわせて用いる。
スペクトル色相（Full-spectral color progression）
スペクトル片色相は虹色全てを用いる。地形図や現代の天気図に典型的に使用されるが、彩色次第では閲覧者の混乱を招くことからその他の地図描画においては推奨されない。
色値経過（Value progression）
色値経過は任意の色を使用するが、共通して両端は白黒を使用する。ロビンソンによると、閲覧者が理解しやすく容易に印刷可能なことから各数値を地図化するのに最良であると述べている。

## 使い勝手
上記の方法を使用する際、二つの重要な原則がある。濃色には高い値を割り振ることと、数百万もの色の違いがある一方で、人間の目は色の区別する能力が制限されていることである。 一般的には五〜七色の分類が推奨されており、閲覧者が簡単に色相を識別し、地図上の凡例と照合できることが望ましい。
その他の留意事項としては、色覚異常者への配慮や、複製のしやすさが挙げられる。例えば、上記の赤と緑を用いた双極色相図は推奨されない場合がある。 関連する問題として、白黒で描画した場合は読みやすく問題ないが、HSV色空間やHLS色空間の各色相をモノクロベースの（印刷）機械などで複写する場合、色相の判別がしにくく読みにくくなる可能性がある。
色を用いることにより地図の提供元の意図を閲覧者により良く伝えることができるが、配色次第では逆効果になる。時には単純さが一番なこともある。